# Ilyas Chaira
Ilyas Chaira Oihi  (Ripoll, Gerona, 2 de febrero de 2001) es un futbolista español que actualmente alterna las posiciones de extremo en cualquiera de las dos bandas y delantero y juega en el Real Oviedo de la Primera División de España.

## Trayectoria
Es un futbolista formado en la cantera del Girona FC y en la temporada 2020-21 llegaría a formar parte de la plantilla del Girona Fútbol Club "B".
El 8 de septiembre de 2020, firma por la UD Ibiza de la Segunda División B de España en calidad de cedido por el Girona Fútbol Club, disputando 8 partidos y anotando una gol, en la temporada del ascenso con el que ascendió a Segunda División de España. 
El 21 de agosto de 2021, es cedido a la UE Costa Brava de la Primera Federación.
El 14 de julio de 2022, firma por el San Fernando C. D. de la Primera Federación, cedido por el Girona FC.

## Clubes
| Club                        | País   | Año       |
| --------------------------- | ------ | --------- |
| Girona Fútbol Club "B"      | España | 2020-2021 |
| Girona FC                   | España | 2020-2025 |
| UD Ibiza (cedido)           | España | 2020-2021 |
| UE Costa Brava (cedido)     | España | 2021-2022 |
| San Fernando C. D. (cedido) | España | 2022-2023 |
| CD Mirandés (cedido)        | España | 2023-2024 |
| Real Oviedo (cedido)        | España | 2024-2025 |
| Real Oviedo                 | España | 2025-act. |

### Selección nacional
Chaira fue internacional con la selección de fútbol sub-20 de Marruecos.